# Koyunpınarı, Tatvan
Koyunpınarı là một xã thuộc huyện Tatvan, tỉnh Bitlis, Thổ Nhĩ Kỳ. Dân số thời điểm năm 2011 là 284 người.